# 323 Brucia
A 323 Brucia a Naprendszer kisbolygóövében található aszteroida. Maximilian Franz Joseph Cornelius Wolf fedezte fel 1891. december 22-én.